# Каспаза 1
Каспаза 1 (англ. Caspase-1, сокр. CASP1), также интерлейкин-1 превращающий фермент (сокр. ICE от англ. Interleukin-1 converting enzyme) — протеолитический фермент (КФ 3.4.22.36), является первым идентифицированным ферментом крупного семейства цистеиновых протеаз (класс гидролазы), представляет собой эволюционно консервативный фермент, который путём протеолиза расщепляет другие белки, такие как предшественники воспалительных цитокинов — интерлейкина 1β и интерлейкина 18, а также является индуктором пироптоза, сопровождаемого протеолизом гасдермина D (GSDMD) с образованием активных зрелых пептидов.
Каспаза 1 играет центральную роль в клеточном иммунитете в качестве инициатора воспалительного ответа. После активации посредством образования комплекса воспаления она инициирует провоспалительный ответ через расщепление и, таким образом, активацию двух воспалительных цитокинов, интерлейкина 1β (IL-1β) и интерлейкина 18 (IL-18), а также пироптоза, запрограммированного литического пути смерти клетки, посредством расщепления молекул гасдермина D. Два воспалительных цитокина, активированных каспазой 1, выводятся из клетки, чтобы дополнительно индуцировать воспалительный ответ в соседних клетках.
Каспаза 1 у человека кодируется геном — CASP1, который локализован на длинном плече (q-плече) 11-й хромосомы. Фермент состоит из последовательности 404 аминокислотных остатков и имеет молекулярную массу равную 45 159 Да.

## Клетки, экспрессирующие каспазу 1
Каспаза 1, благодаря эволюционной консервативности сохраняется у многих эукариот царства животных. Благодаря своей роли в воспалительном иммунном ответе она высоко экспрессируется в тканях и органах, участвующих в иммунной защите, таких как печень, почка, селезёнка и кровь (нейтрофилы). После инфицирования воспалительный ответ увеличивает экспрессию СASP1 с помощью механизма положительной обратной связи, который усиливает реакцию.

## Структура
Каспаза 1 синтезируется в виде зимогена (прокаспаза 1), который затем может быть расщеплён на субъединицы 20 кДа (р20) и 10 кДа (р10), в дальнейшем которые становятся частью активного фермента. Активная каспаза 1 содержит два гетеродимера p20 и p10. Каспаза включает в себя каталитический домен с активным сайтом, который охватывает как p20, так и p10 субъединицы, а также некаталитический домен активации каспазы и рекрутирования (CARD). Она взаимодействует с другими белками, содержащими CARD-домены, такими, как апоптоз-ассоциированный Speck-подобный белок, содержащий CARD (ASC) и Nod-подобный рецептор (NLR) NLRC4, посредством взаимодействий доменов CARD-CARD, обуславливая воспалительные реакции многих  заболеваний.

## Выполняемые функции

### Протеолитическое расщепление
Активированная каспаза 1 протеолитически расщепляет про-IL-1β и про-IL-18 в их активные формы — IL-1β и IL-18. Активные цитокины приводят к воспалительному ответу, происходящему далее. Каспаза 1 также расщепляет гасдермин D в его активную форму, которая приводит к пироптозу.

### Воспалительный ответ
После созревания цитокины инициируют последующие события сигнализации, чтобы вызвать провоспалительный ответ, а также активировать экспрессию антивирусных генов. Скорость, специфичность и типы ответа зависят от получённого сигнала, а также от белка датчика, который его получил. Сигналы, которые могут принимать инфламмасомы, включают вирусную двухцепочечную РНК, мочевину, свободные радикалы и другие сигналы, связанные с клеточной угрозой, даже побочные продукты других путей иммунного ответа.
Сами зрелые цитокины не содержат необходимых последовательностей сортировки для входа в секреторный путь ER-Golgi и, таким образом, не выводятся из клетки обычными методами. Однако теоретически предполагается, что высвобождение этих провоспалительных цитокинов не зависит от клеточного разрыва посредством пироптоза и фактически является активным процессом. Существуют доказательства как за, так и против этой гипотезы. Тот факт, что для многих типов клеток цитокины секретируются, несмотря на то, что они не показывают абсолютно никаких признаков пироптоза, поддерживает эту гипотезу. Однако некоторые эксперименты показывают, что нефункциональные мутанты гасдермина D по-прежнему имеют нормальное расщепление цитокинов, но не обладают способностью их секретировать, это указывает на то, что пироптоз действительно может быть необходим для секреции каким-либо образом.

### Пироптоз
После воспалительного ответа активированная каспаза 1 может индуцировать пироптоз, литическую форму гибели клеток, в зависимости от получённого сигнала, а также от специфического домена белка инфламмасомы, который его получил. Хотя пироптоз может потребоваться или не потребоваться для полного воспалительного ответа, воспалительный ответ полностью необходим до возникновения пироптоза. Чтобы вызвать пироптоз, каспаза 1 расщепляет гасдермин D, который либо непосредственно, либо через некоторый сигнальный каскад приводит к пироптозу. Точный механизм пироптоза неизвестен.

### Другие функции
Было также показано, что каспаза 1 вызывает некроз и может также функционировать на различных стадиях развития. Исследования аналогичного белка у мышей указывают на роль в патогенезе болезни Хантингтона. Альтернативный сплайсинг гена приводит к пяти вариантам транскрипции, кодирующим различные изоформы. Недавние исследования показали участие каспазы 1 в промоции смерти CD4 Т-клеток от инфицирования ВИЧ, двух знаковых событий, которые способствуют прогрессии ВИЧ и приводят к СПИДу.

## Регуляция

### Активация
Каспаза-1, обычно в своей физиологически неактивной форме зимогена, активируется, когда происходит её сборка в филаментный воспалительный комплекс (инфламмасому) путём аутопротеолиза в субъединицы p10 и p20.
Инфламмасома представляет собой кольцевой комплекс, состоящий из тримеров, специфических к сигналам типа белок-белок, таких рецепторы семейства NLR, и рецепторы AIM-1 (отсутствующие в меланоме), адаптерные белки, такой как ASC, и каспазы, в данном случае каспазы 1. В некоторых случаях, когда сигнальные белки содержат свои собственные CARD-домены, например, в NLRP1 и NLRC4, взаимодействие CARD-CARD является прямым, то есть в комплексе нет адапторного белка. Существуют различные сенсорные и адапторные белки, различные комбинации которых дают ответы на воспалительные реакции, активируемых определёнными сигналами. Это позволяет клетке иметь различную концентрацию инфламмасом в зависимости от тяжести полученного сигнала.

### Ингибирование
Только CARD-домен содержащие белки (COP), как следует из их названия, представляют собой белки, которые содержат только некаталитические домены CARD. Из-за важности взаимодействий CARD-CARD в образовании воспаления, многие COP являются известными ингибиторами активации каспаз. Для каспазы-1 гены, отвечающие за специфическое взаимодействие комплексов COP-ICEBERG, COP1(ICE /псевдо-ICE) и INCA (Ингибирующая CARD) — все обнаружены вблизи локуса и, как полагают, возникли из событий дублирования генов и последующих делеций каталитических доменов. Хотя все они взаимодействуют с инфламмасомой путём взаимодействия CARD-CARD, однако, отличаются тем, как они выполняют свои ингибирующие функции, а также в их эффективности ингибирования.
Например, ICEBERG зарождает образование филаментов каспазы 1 и, таким образом, внедряется в филаменты, но не обладает способностью ингибировать активацию воспалительных заболеваний. Вместо этого считается, что он ингибирует активацию каспазы 1, препятствуя взаимодействию её с другими важными белками, содержащими CARD-домен.
INCA, с другой стороны, непосредственно блокирует сборку инфламмасомы посредством ассоциации (укрупнения) олигомеров CARD-доменов каспазы, и тем самым блокируется дальнейшая полимеризация филаментов инфламмасомы.
Аналогично, действуют POP-белки (белки, содержащие только пирин), регулируя активацию каспазы 1 путём ингибирования активации воспалительного процесса действуя на механизм связывания и блокирования PYD-взаимодействий, которые также играют роль в образовании воспалительных заболеваний, хотя точные механизмы до сих пор точно не установлены.